# Toyota Carina E
Toyota Carina E (заводський індекс T190) — це автомобілі середнього класу, що вироблялися корпорацією Toyota з 1992 по 1997 роки.

## Історія
Лютий 1992 року — на зміну Toyota Carina II приходить нове покоління моделі — Carina Е / Corona. Toyota Carina E від звичайних Toyota Carina відрізняється типом кузова. Автомобілі представлені в кузовах седан і ліфтбек.
Січень 1993 року — гама модифікацій доповнена універсалом, що в Японії називався Toyota Caldina.
Toyota Carina Е випускалася в основному в Японії аж до 1994 року, після чого виробництво машин цієї марки було остаточно перенесено в англійський Бернстоун, про що можна дізнатися за номером кузова автомобіля (GB — британській, JT — японський). На англійський конвеєр комплектуючі почали поставляти європейські виробники, що спричинило за собою деякі зміни в конструкції автомобіля, тому запчастини на «японок» і «англійок» не взаємозамінні, що слід обов'язково враховувати при їх замовленні.
Лютий 1995 року — у стандарті з'явилася водійська подушка безпеки. Для внутрішнього японського ринку почала проводитися повнопривідна модифікація.
Березень 1995 року — з'явились нові бензинові двигуни об'ємом 1,6 л (107 к.с.) 16V і 2,0 л (157 к.с.) 16V.
Лютий 1996 року — Каріна піддалася невеликому фейсліфтінгу, що полягав в зміні решітки радіатора, виносу значка Toyota на капот і зміні колірної гами задніх ліхтарів з біло-червоних на біло-жовто-червоні, у стандартній комплектації, крім водійської, з'явилася пасажирська подушка безпеки. Тоді ж представлені універсали, оснащені турбодизелем об'ємом 2,0 л (83 к.с.).
Серпень 1997 року — дебютує нова модель Toyota Avensis.

## Технічні характеристики
| Загальні дані               | Загальні дані | Загальні дані | Загальні дані |
| --------------------------- | --- | --- | --- |
| Тип кузова                  | седан | ліфтбек | універсал |
| Дверей / місць              | 4 / 5 | 5 / 5 | 5 / 5 |
| Габарити Д / Ш / В, мм      | 4530/1695/1410 | 4530/1695/1410 | 4545/1695/1425 |
| Колісна база, мм            | 2580 | 2580 | 2580 |
| Маса споряджена / повна, кг | 1085/1600 | 1130/1600 | 1118/1650 |
| Об'єм багажника, л          | 545 | 470-1250 | 490-1850 |
| Об'єм бака, л               | 60 | 60 | 60 |
| Трансмісія                  | | | |
| Тип приводу                 | передній або повний | передній або повний | передній або повний |
| КПП                         | 5-ст. механічна або 4-ст. автоматична | 5-ст. механічна або 4-ст. автоматична | 5-ст. механічна або 4-ст. автоматична |
| Ходова частина              | | | |
| Гальма передні / задні      | дискові / барабанні або дискові / дискові | дискові / барабанні або дискові / дискові | дискові / барабанні або дискові / дискові |
| Підвіска передня / задня    | незалежна / незалежна | незалежна / незалежна | незалежна / незалежна |
| Шини                        | 175/70 R14 | 175/70 R14 | 175/70 R14 |
| Двигуни                     | | | |
| Бензинові 4-циліндрові:     | 1,6 л 4A-FE 16V (107 к.с.), 1,6 л 4A-FE 16V (115 к.с.), 1,8 л 7A-FE 16V (121 к.с.), 2,0 л 3S-FE 16V (133 к.с.), 2,0 л 3S-GE 16V (157 к.с.), 2,0 л 3S-GE 16V (175 к.с.) | 1,6 л 4A-FE 16V (107 к.с.), 1,6 л 4A-FE 16V (115 к.с.), 1,8 л 7A-FE 16V (121 к.с.), 2,0 л 3S-FE 16V (133 к.с.), 2,0 л 3S-GE 16V (157 к.с.), 2,0 л 3S-GE 16V (175 к.с.) | 1,6 л 4A-FE 16V (107 к.с.), 1,6 л 4A-FE 16V (115 к.с.), 1,8 л 7A-FE 16V (121 к.с.), 2,0 л 3S-FE 16V (133 к.с.), 2,0 л 3S-GE 16V (157 к.с.), 2,0 л 3S-GE 16V (175 к.с.) |
| Дизельні 4-циліндрові:      | 2,0 л 2C (73 к.с.), 2,0 л 2C-T turbo (83 к.с.) | 2,0 л 2C (73 к.с.), 2,0 л 2C-T turbo (83 к.с.) | 2,0 л 2C (73 к.с.), 2,0 л 2C-T turbo (83 к.с.) |

## Галерея

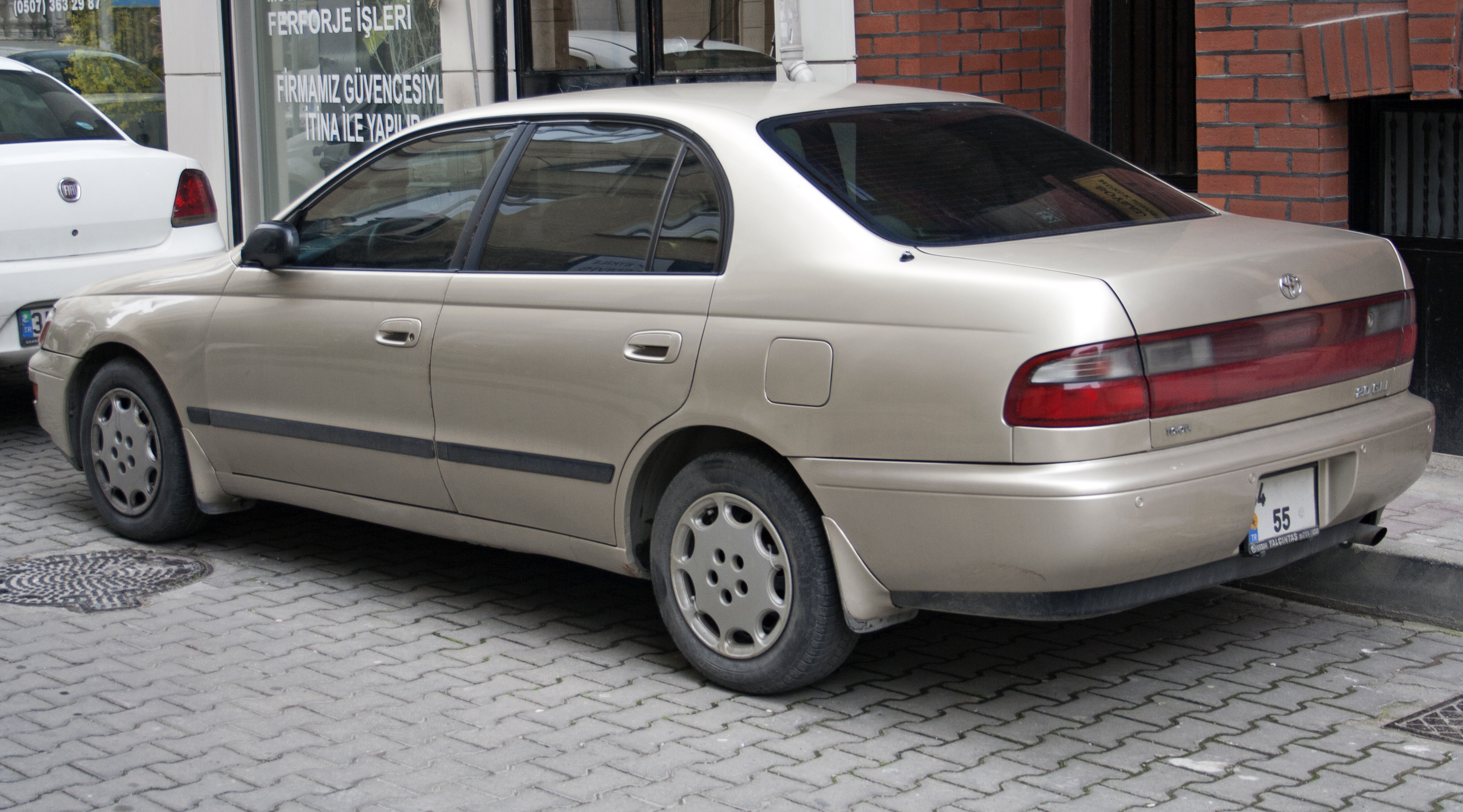
Toyota Carina E седан (1992-1996)
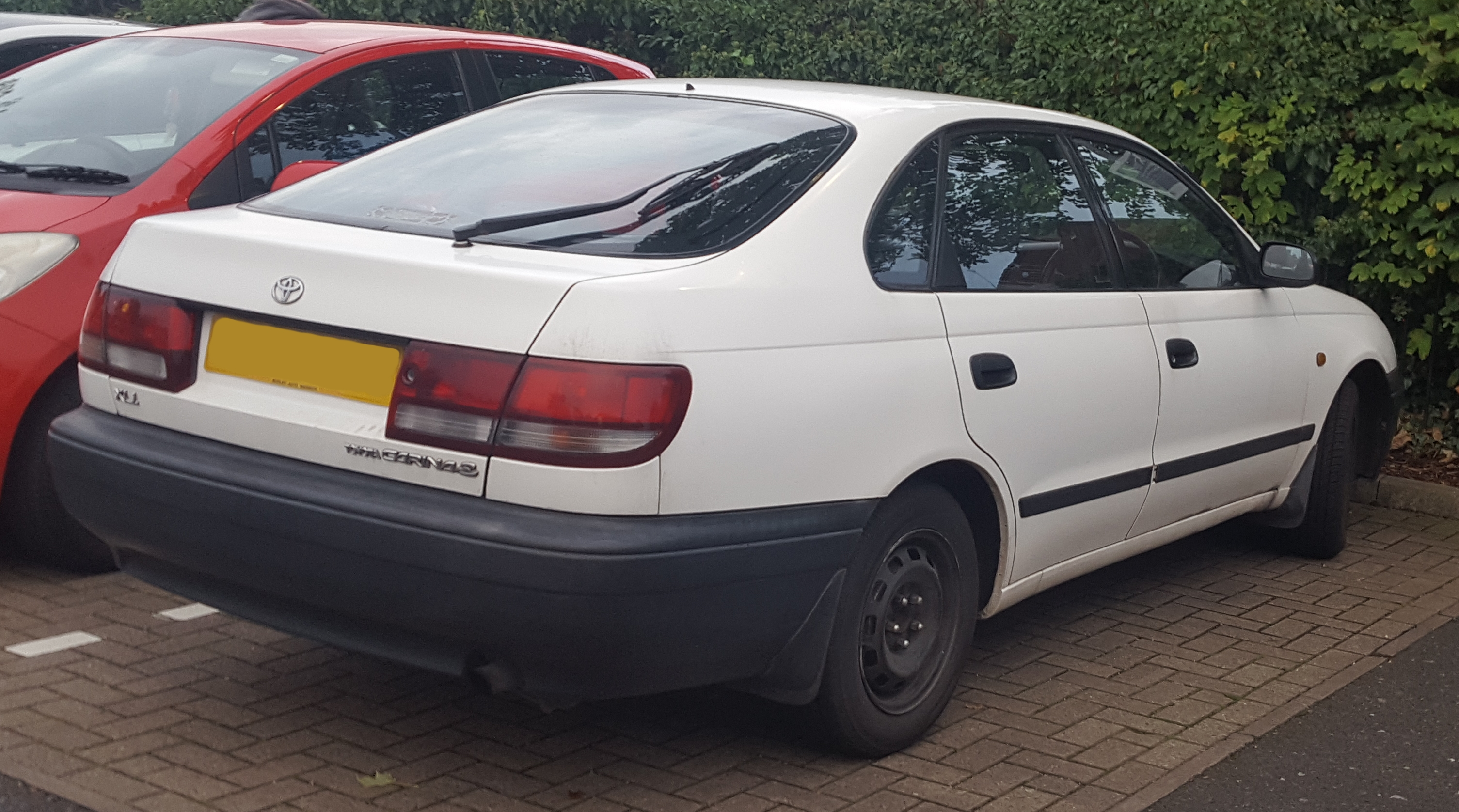
Toyota Carina E ліфтбек (1996-1997)
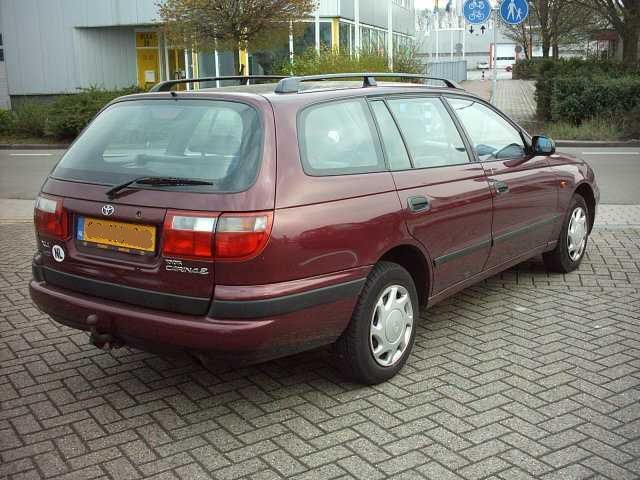
Toyota Carina E універсал (1996-1997)
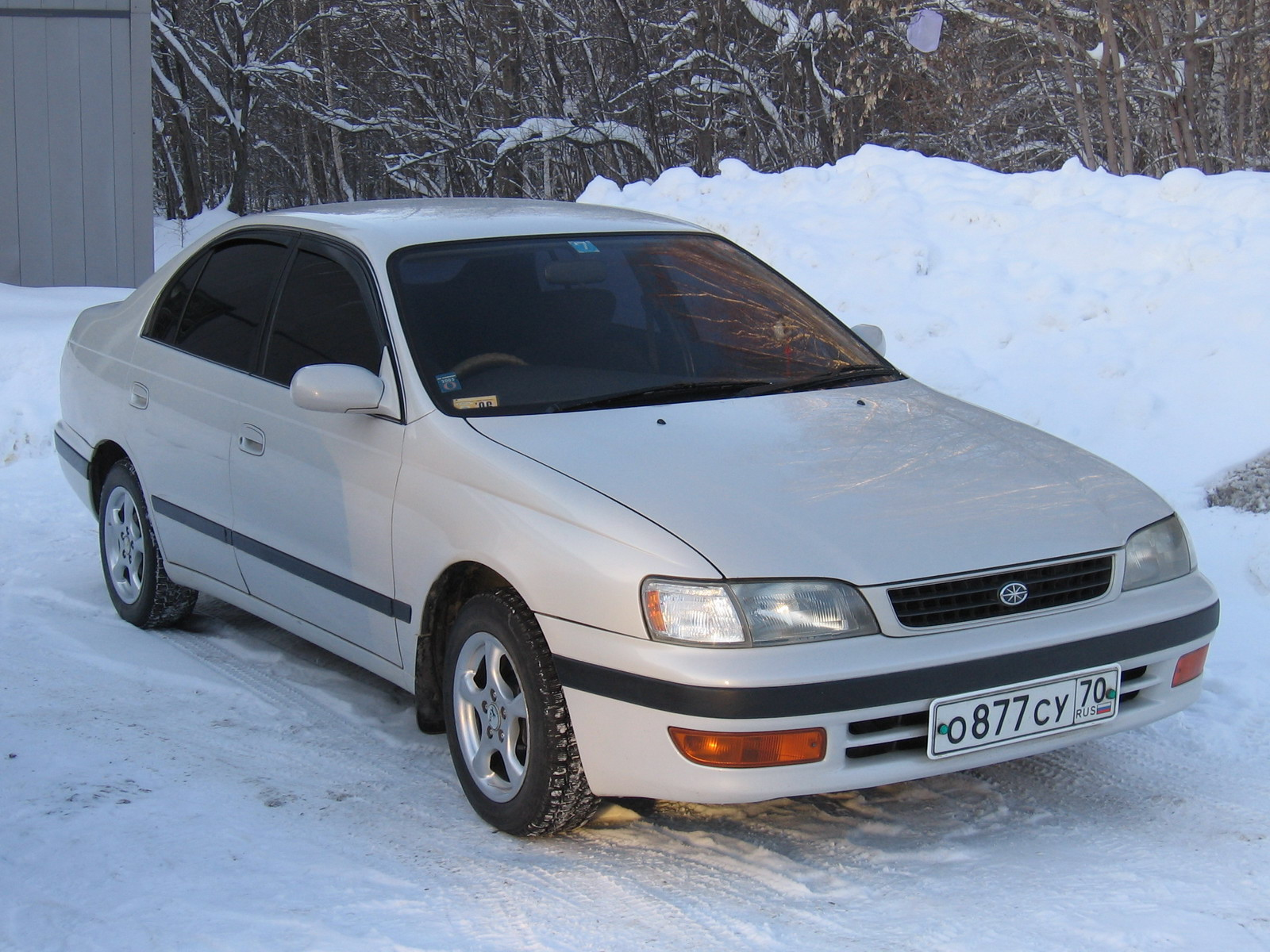
Toyota Corona (Японія)
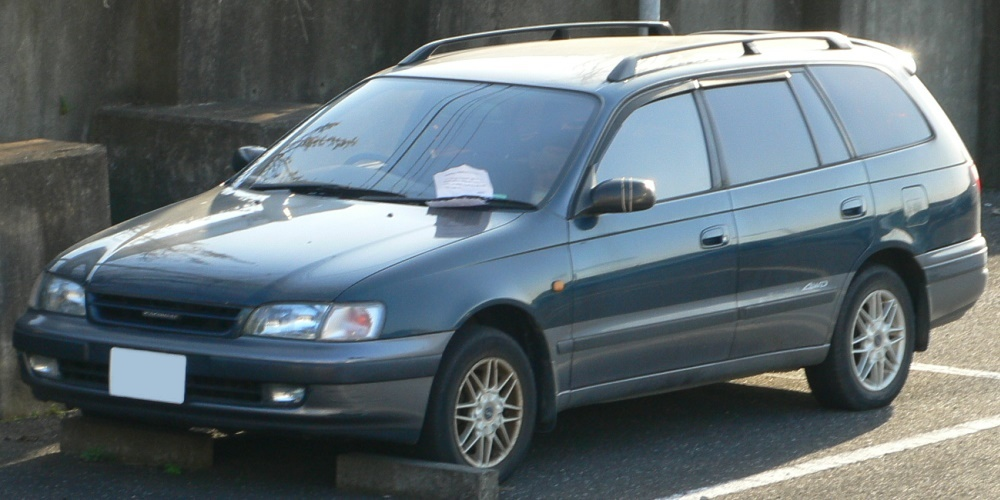
Toyota Caldina (Японія)
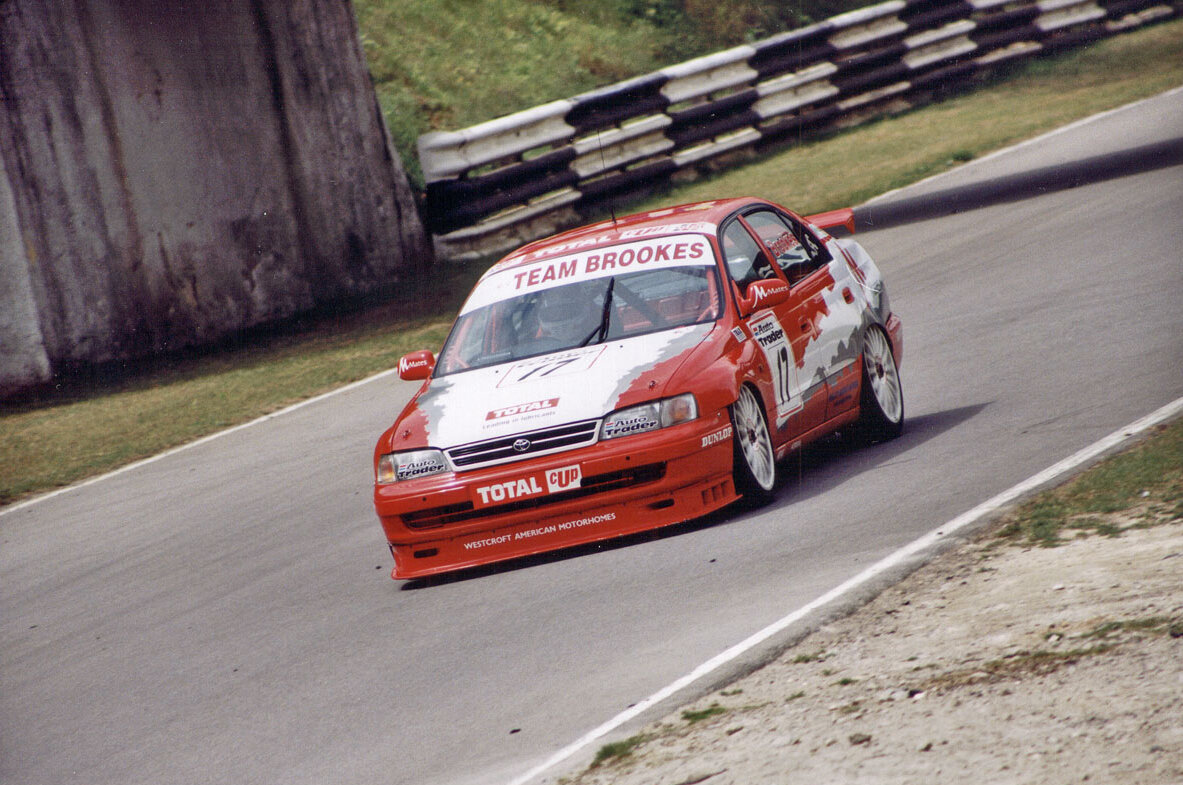
Toyota Carina E в автоспорті

## Зноски
1. ↑  Toyota Carina-E [Архівовано 2011-11-03 у Wayback Machine.] 13.12.2010
2. 1 2  TOYOTA Carina Е/Corona: Безликий эталон надежности [Архівовано 8 березня 2010 у Wayback Machine.] 13.12.2010